# الاحتلالات البورمية لآسام
احتلت بورما آسام ثلاث مرات بين عامي 1817 و1826، حيث أصبحت مملكة آسام (أهوم) تحت سيطرة بورما منذ عام 1821 وحتى عام 1825. محليًا، يشوب الرعب ذكريات هذه الفترة، التي يطلق عليها سكان آسام الأصليون اسم المانور دين (بالآسامية: মানৰ দিন، أي «أيام/فترة البورميين») وتُسمى باللغة الميتية شاهي تارت كونتاكبا (سبعة أعوامٍ من الدمار). كانت تلك الفترة أسوأ ما مرت به مملكة أهوم. إذ ترك الانخفاض الحاد في عدد السكان الناجم عن عمليات السلب والهجرة المملكة السابقة في حالةٍ من الفوضى. أصبح البريطانيون، الذين كانوا مترددين سابقًا في استعمار آسام، على اتصالٍ مباشر مع قوة بورمية محاربة مستعدة للاحتلال. وفي أعقاب الحرب الإنجليزية البورمية الثانية، لم يضموا آسام فحسب بل أيضًا بورما.

## الخلفية
في وقتٍ لاحق من القرن الثامن عشر، دمرت سلسلة من أعمال التمرد مملكة أهوم في آسام. أدى تمرد موموريا في آسام العليا وتمرد دونديا في آسام الغربية إلى إضعاف مملكة أهوم بشدة بعد تكبد خسائرًا في الأرواح والممتلكات. بذل رئيس الوزراء بورنانندا بورهاجوهاين قصارى جهده لإعادة بسط حكم أهوم في المنطقة. وبعد بذل جهودٍ كبيرة، تمكن أخيرًا من قمع التمرد تمامًا، وإرساء السلطة الملكية على المملكة بقوة. ولكي يعزز سلطته أو لكي تعمل إدارته بسلاسة، عين كل أقاربه في مناصبٍ رفيعة بمملكة أهوم. كان بادان شاندرا بورفوكان، حاكم غواهاتي، قلقًا إزاء القوة المتزايدة التي كان بورنانندا بورهاجوهاين يتمتع بها. في البداية، حاول إقامة صداقة مع بورنانندا بورهاجوهاين. فأعطى ابنته بيجو غابهورو لابن بورنانندا، أوليكنات ديكيل فوكان مع مجموعة من الحلي والأواني الذهبية كمهر. جاءت هذه الخطوة بنتائج عكسية عندما أعرب بورنانندا بورهاجوهاين عن استيائه وشكه في أن بادان شاندرا بورفوكان يسيء استخدام منصبه. دفع غضب بادان شاندرا بورفوكان من تصرف بورنانندا بورهاجوهاين إلى تحريض المتآمرين في العاصمة جورهات بهدف اغتيال بورنانندا بورهاجوهاين. ولكن المؤامرة بائت بالفشل ولقي المتآمرون جزائهم. وتم الكشف عن العلاقة المزعومة بين بادان شاندرا بورفوكان والمتآمرون. في تلك الأثناء، قدم شعب آسام الغربية شكواهم إلى بورهاجوهاين من الفظائع التي ارتكبها بادان شاندرا بورفوكان وابناه، جانمي وبيولي. وأخيرًا في عام 1815 من الحقبة العامة، قرر بورنانندا بورهاجوهاين التصرف فأرسل مندوبًا مع أوامرٍ بإلقاء القبض على بادان شاندرا بورفوكان وجلبه إلى العاصمة جورهات لتحقيق العدالة. سارعت بيجو غابهورو، كنَّة بورنانندا بورهاجوهاين، وابنة بادان شاندرا بورفوكان، في إرسال رسالةٍ إلى والدها، تحذره من الخطر الوشيك. وبعد أن حذرته ابنته، هرب بادان شاندرا بورفوكان إلى بنغال، التي كانت آنذاك تحت الحكم البريطاني. ألقى عليه رجال بورهاجوهاين القبض عند تشيلماري في بنغال، لكنه تمكن من الهرب مجددًا بمساعدةٍ من شانديدار محلي أو ضابط شرطة. ذهب إلى كلكتا وزار الحاكم العام اللورد هاستنغ ملتمسًا منه المساعدة في طرد بورنانندا بورهاجوهاين. رفض الحاكم العام الالتماس موضحًا سياستهم في عدم التدخل بالشؤون الداخلية الخاصة بمملكةٍ أخرى، في غضون ذلك الوقت، التقى بادان شاندرا بورفوكان بمبعوث الملك البوري بوداوبايا، الذي كان في زيارةٍ إلى كلكتا. بعد سماع التماسه، أخذه المبعوث إلى بورما وحدد موعدًا مع بوداوبابا.